# Piotr Butryn
Piotr Marcin Butryn (ur. 17 kwietnia 1986) – polski brydżysta, mistrz międzynarodowy (PZBS), sędzia państwowy, kapitan drużyny AZS UW Technikum Gastronomiczne Warszawa.
Stypendysta Krajowego Funduszu na rzecz Dzieci. Absolwent matematyki oraz informatyki na Uniwersytecie Warszawskim.

## Wyniki brydżowe

### Zawody krajowe
W rozgrywkach krajowych zdobywał następujące lokaty:
| Mistrzowska Majówka | Mistrzowska Majówka | Mistrzowska Majówka | Mistrzowska Majówka |
| Rok                 | Kategoria           | Partner             | Pozycja             |
| ------------------- | ------------------- | ------------------- | ------------------- |
| 2009                | Juniorzy            | Natalia Sakowska    | 1                   |

| Mistrzostwa Polski Par | Mistrzostwa Polski Par | Mistrzostwa Polski Par | Mistrzostwa Polski Par |
| Rok                    | Kategoria              | Partner                | Pozycja                |
| ---------------------- | ---------------------- | ---------------------- | ---------------------- |
| 2011                   | Open                   | Natalia Sakowska       | 3                      |

### Zawody światowe
W światowych zawodach zdobył następujące lokaty:
| Mistrzostwa Świata. Konkurencja teamów | Mistrzostwa Świata. Konkurencja teamów | Mistrzostwa Świata. Konkurencja teamów     | Mistrzostwa Świata. Konkurencja teamów | Mistrzostwa Świata. Konkurencja teamów | Mistrzostwa Świata. Konkurencja teamów |
| Rok                                    | Miejsce                                | Zawody                                     | Kategoria                              | Drużyna                                | Pozycja                                |
| -------------------------------------- | -------------------------------------- | ------------------------------------------ | -------------------------------------- | -------------------------------------- | -------------------------------------- |
| 2012                                   | Reims                                  | 6. Akademickie Brydżowe Mistrzostwa Świata | Open                                   | Poland 2                               | 3                                      |
| 2006                                   | Bangkok                                | 11. Młodzieżowe Mistrzostwa Świata Teamów  | Młodzież Szkolna                       | Poland                                 | 3                                      |
| 2008                                   | Łódź                                   | 4. Puchar Świata Teamów Akademickich       | Open                                   | Poland B                               | 4                                      |

| Mistrzostwa Świata. Konkurencja par | Mistrzostwa Świata. Konkurencja par | Mistrzostwa Świata. Konkurencja par   | Mistrzostwa Świata. Konkurencja par | Mistrzostwa Świata. Konkurencja par | Mistrzostwa Świata. Konkurencja par |
| Rok                                 | Miejsce                             | Zawody                                | Kategoria                           | Partner                             | Pozycja                             |
| ----------------------------------- | ----------------------------------- | ------------------------------------- | ----------------------------------- | ----------------------------------- | ----------------------------------- |
| 2006                                | Pieszczany                          | 6. Młodzieżowe Mistrzostwa Świata Par | Młodzież Szkolna                    | Maciej Sikora                       | 22                                  |

### Zawody europejskie
W europejskich zawodach zdobył następujące lokaty:
| Zawody europejskie. Konkurencja teamów | Zawody europejskie. Konkurencja teamów | Zawody europejskie. Konkurencja teamów    | Zawody europejskie. Konkurencja teamów | Zawody europejskie. Konkurencja teamów | Zawody europejskie. Konkurencja teamów |
| Rok                                    | Miejsce                                | Zawody                                    | Kategoria                              | Drużyna                                | Pozycja                                |
| -------------------------------------- | -------------------------------------- | ----------------------------------------- | -------------------------------------- | -------------------------------------- | -------------------------------------- |
| 2011                                   | Albena                                 | 23. Młodzieżowe Mistrzostwa Europy Teamów | Juniorzy                               | Poland                                 | 8                                      |
| 2009                                   | Opatija                                | 1. Akademickie Mistrzostwa Europy         | Open                                   | Warsaw 1                               | 11                                     |
| 2009                                   | San Remo                               | 4. Otwarte Mistrzostwa Europy             | Open                                   | BBO Rita                               | 62                                     |

| Zawody europejskie. Konkurencja par | Zawody europejskie. Konkurencja par | Zawody europejskie. Konkurencja par    | Zawody europejskie. Konkurencja par | Zawody europejskie. Konkurencja par | Zawody europejskie. Konkurencja par |
| Rok                                 | Miejsce                             | Zawody                                 | Kategoria                           | Partner                             | Pozycja                             |
| ----------------------------------- | ----------------------------------- | -------------------------------------- | ----------------------------------- | ----------------------------------- | ----------------------------------- |
| 2010                                | Opatija                             | 10. Młodzieżowe Mistrzostwa Europy Par | Juniorzy                            | Natalia Sakowska                    | 21                                  |
| 2009                                | San Remo                            | 4. Otwarte Mistrzostwa Europy          | Miksty                              | Natalia Sakowska                    | 16                                  |
| 2008                                | Wrocław                             | 9. Młodzieżowe Mistrzostwa Europy Par  | Juniorzy                            | Paweł Szymaszczyk                   | 45                                  |

## Klasyfikacja
- Piotr Butryn – klasyfikacja PZBS
- Piotr Butryn – klasyfikacja EBL (ang.)
- Piotr Butryn – klasyfikacja WBF (ang.)